# Sabana

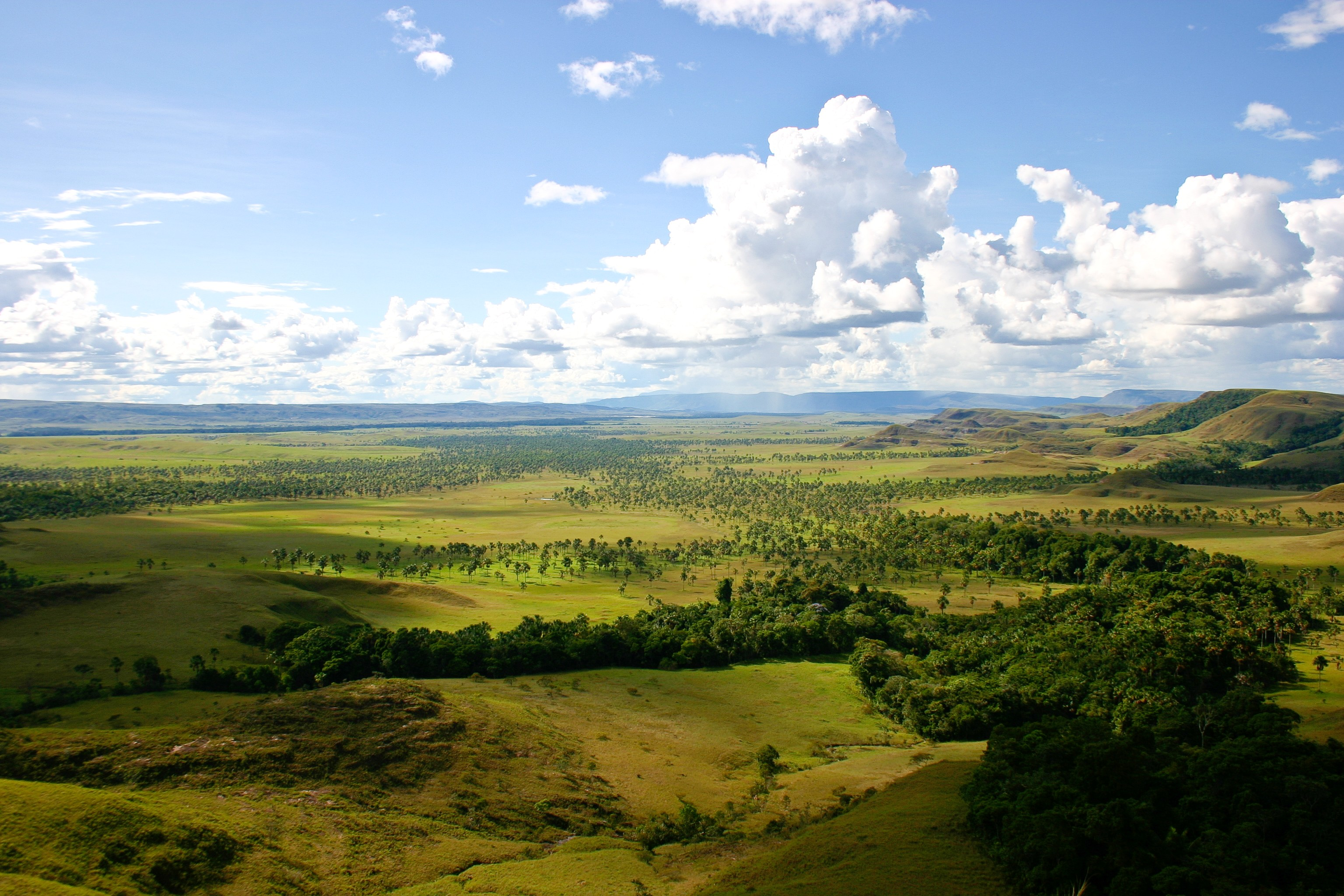
Panorámica de la Gran Sabana, en Venezuela, mostrando la vegetación de sabana en los interfluvios y la vegetación predominante de palmas (moriche, especialmente), en las partes bajas, que conservan la humedad más tiempo (selva de galería).

La sabana es un bioma caracterizado por un estrato arbóreo-arbustivo en que su dosel arbóreo tiene una escasa cobertura, ya sea por árboles pequeños o por tener poca densidad de ellos, que le permite un estrato herbáceo continuo y generalmente alto. Combina características del bosque y del pastizal. Normalmente, las sabanas son zonas secas de transición entre selvas y semidesiertos. Las sabanas se encuentran ubicadas en zonas tropicales y subtropicales, sobre todo con climas tropicales secos; aunque en ocasiones también se incluyen ecosistemas templados similares bajo esta denominación.
Las sabanas mantienen un dosel abierto a pesar de una alta densidad de árboles. A menudo se cree que las sabanas presentan árboles muy espaciados y dispersos. Sin embargo, en muchas sabanas, las densidades de árboles son más altas y los árboles están más regularmente espaciados que en los bosques. Los tipos de sabana sudamericana cerrado sensu stricto y denso suelen tener densidades de árboles similares o superiores a las encontradas en los bosques tropicales sudamericanos, con sabanas que van de 800 a 3300 árboles por hectárea y bosques adyacentes con 800-2000 árboles por hectárea. Del mismo modo, la sabana guineana tiene 129 árboles por hectárea, frente a los 103 del bosque de ribera, mientras que los bosques esclerófilos del este de Australia tienen densidades medias de árboles de aproximadamente cien árboles por hectárea, comparables a las sabanas de la misma región.
Las sabanas también se caracterizan por la disponibilidad estacional de agua, con la mayoría de las precipitaciones confinadas a una estación; están asociadas a varios tipos de biomas, y con frecuencia se encuentran en una zona de transición entre bosque y desierto o pastizal, aunque mayoritariamente son una transición entre desierto y bosque. La sabana cubre aproximadamente el 20 % de la superficie terrestre. A diferencia de las praderas de Norteamérica y las estepas de Eurasia, que presentarían inviernos fríos, las sabanas se localizan mayoritariamente en zonas de climas cálidos a calurosos, como las de África, Australia, Tailandia, Sudamérica e India.

## Etimología
La palabra española sabana es un préstamo de taíno, que significa ‘pastizal sin árboles’ en las llamadas antiguamente Indias Occidentales por los europeos. La letra b en español, cuando se sitúa en medio de una palabra, se pronuncia casi como una v inglesa; de ahí el cambio de grafema al transcribirla al inglés.
Pedro Mártir de Anglería lo reportó como el nombre local de la llanura (que llaman zauana) alrededor de Comagre, en la actual Panamá. Los relatos son inexactos,pero suele situarse en la actual Madugandí o en puntos de la cercana costa de Guna Yala frente a Ustupo  o en Punta Mosquitos, zonas hoy dedicadas al cultivo moderno u ocupadas por la selva.

## Distribución

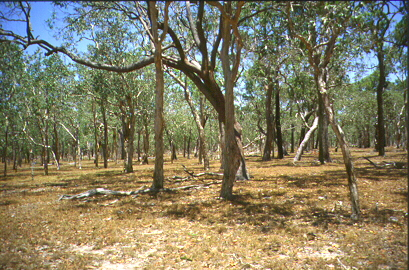
Un bosque de sabana en el norte de Australia que muestra el espaciado regular entre árboles característico de algunas sabanas.

Muchos paisajes herbáceos y comunidades mixtas de árboles, arbustos y hierbas se describían como sabanas antes de mediados del siglo XIX, cuando se estableció el concepto de clima tropical de sabana. El sistema de clasificación climática de Köppen estaba fuertemente influenciado por los efectos de la temperatura y las precipitaciones sobre el crecimiento de los árboles, y sus suposiciones excesivamente simplificadas dieron lugar a un concepto de clasificación de sabana tropical que hizo que se considerara como una formación de "clímax climático". El significado de uso común para describir la vegetación entra ahora en conflicto con el significado simplificado pero generalizado del concepto climático. La divergencia ha provocado en ocasiones que zonas como las extensas sabanas al norte y al sur del Congo y del río Amazonas queden excluidas de las categorías de sabana cartografiadas.
En diferentes partes de Norteamérica, la palabra «sabana» se ha utilizado indistintamente con barrens, pradera, glade y apertura de robles. Diferentes autores han definido los límites inferiores de la cobertura arbórea de la sabana como el 5-10 % y los límites superiores oscilan entre el 25-80 % de un área. Dos factores comunes a todos los ambientes de sabana son las variaciones en las precipitaciones de un año a otro y la estación seca e incendios forestales.[cita requerida] En América, por ejemplo en Belice, América Central, la vegetación de sabana es similar desde México a América del Sur y al Caribe. La distinción entre bosque y sabana es vaga y, por lo tanto, ambos pueden combinarse en un único bioma, ya que tanto los bosques como las sabanas presentan árboles de copa abierta con copas que no suelen entrelazarse (formando en su mayoría un 25-60 % de cobertura).
En muchas grandes áreas tropicales, el bioma dominante (bosque, sabana o pastizal) no puede predecirse únicamente por el clima, ya que los acontecimientos históricos también desempeñan un papel clave, por ejemplo, la actividad de los incendios. En algunas zonas, de hecho, es posible que existan múltiples biomas estables. Las precipitaciones anuales oscilan entre 500 mm (19,69 plg) y 1270 mm (50 plg) al año, siendo más frecuentes en seis u ocho meses del año, seguidos de un periodo de sequía. En ocasiones, las sabanas pueden clasificarse como bosques.
En geomorfología climática se ha observado que muchas sabanas se dan en zonas de pediplanos e inselbergs. Se ha postulado que la incisión fluvial no es prominente, sino que los ríos en paisajes de sabana se erosionan más por migración lateral. La inundación y el lavado de láminas asociado se han propuesto como procesos de erosión dominantes en las llanuras de sabana.

### Zona intertropical
Se caracterizan por un clima con dos estaciones contrastadas en cuestión de precipitaciones, con un periodo seco acusado, y con diferencias interanuales en temperaturas menores. Entre los ejemplos más representativos se encuentra la del Serengueti que está ubicado en Tanzania y los Llanos colombo-venezolanos. 
Se localiza de los 10° a 30° de latitud norte y sur. Se conoce también como pampas, prados, pastizales, chaparrales o llanuras. Su clima es cálido y con temperaturas de 20 °C a 30 °C. Las lluvias son estacionales, de unos cinco a seis meses en promedio para la época de sequía y el resto de lluvias. El suelo es de color rojizo, rico en hierro, el relieve es plano, en época de lluvia se forman pantanos. En la México se localiza en la costa del Pacífico, desde Sinaloa hasta Estados Unidos.

### Zonas montañosas
Se encuentran a altitudes elevadas (zonas alpinas y subalpinas) en diferentes regiones del planeta. Se caracterizan por haber evolucionado como islas, aisladas por las especiales condiciones climáticas y, frecuentemente, albergan muchas especies endémicas. Las plantas características de este hábitat muestran adaptaciones tales como estructuras en roseta, superficies cerosas y hojas pubescentes.
La sabana de Bogotá, ubicada a una altitud promedio de 2550 m en el altiplano cundiboyacense, la cordillera oriental de los Andes, es un ejemplo de sabana montañosa. Las sabanas de la ecorregión de bosques y  la sabana del Gran Escarpe de Angola son un ejemplo de menor altitud, hasta 1000 m. Otros ejemplos incluyen los bosques montañosos de Al Hajar y la parte sur de la estepa montañosa del este de Anatolia.

## Vegetación
- Herbáceas: Gramíneas de los géneros Aristida;  Andropogon, típico de América; Triodia y Astrebla, típicos de Australia. Estas herbáceas en ciertas ocasiones rozan los 3 m, muchas veces por su tamaño pueden ser confundidas con estepas (pseudoestepas), especialmente entre sabanas y desierto. Las gramíneas tienen xeromorfía con aparato vegetativo en haces densos y rizomas de crecimiento activo, enraizamiento denso y semillas abundantes.
- Arbustiva: Diversos; sin vegetación emergentes de las hierbas "campos de amazonia". Con árboles y arbustos diseminados "campos cerrados"; con árboles abundantes "bosques claros". Frecuentemente, especialmente en América del Sur, con morichales en las selvas de galería.
- Arbóreo: Distintas especies de los géneros Acacia, Albizia, Prosopis, etc.
- Características: Enraizamiento potente y profundo; hojas caducas en estación seca; Troncos bajos y tortuosos; Coronas escalonadas; Corteza fuerte protectora de fuego; Hojas grandes coriáceas.

## Ecología
Las sabanas de América tropical comprenden árboles de hoja ancha como Curatella, Byrsonima y Bowdichia, con gramíneas como Leersia y Paspalum. El pariente del frijol Prosopis es común en las sabanas argentinas. En las sabanas de África oriental, Acacia, Combretum, baobabs, Borassus y Euphorbia son géneros vegetales comunes. Las sabanas más secas presentan arbustos espinosos y gramíneas, como Andropogon, Hyparrhenia y Themeda. Las sabanas más húmedas incluyen árboles del tipo Brachystegia y Pennisetum purpureum, y hierba del tipo elefante. Los árboles de la sabana de África occidental consisten en Anogeissus, Combretum y Strychnos. Las sabanas indias son en su mayoría desarboladas, pero las reservadas presentan Acacia, Mimosa y Zizyphus sobre una cubierta herbácea compuesta por Sehima y Dichanthium. En la sabana australiana abunda la vegetación esclerófila siempre verde, que incluye el eucalipto, así como Acacia, Bauhinia, Pandanus con gramíneas como Heteropogon y hierba canguro (Themeda).
Los animales de la sabana africana suelen ser la jirafa, el elefante, el búfalo, la cebra, el gnú, el hipopótamo, el rinoceronte y el antílope, que dependen de la hierba o del follaje de los árboles para sobrevivir. En la sabana australiana predominan los mamíferos de la familia Macropodidae, como los canguros y los wallabies, aunque el ganado vacuno, los caballos, los camellos, los burros y el búfalo de agua asiático, entre otros, han sido introducidos por el hombre.